# Clusia erubescens
Clusia erubescens är en tvåhjärtbladig växtart som beskrevs av Vesque. Clusia erubescens ingår i släktet Clusia och familjen Clusiaceae. Inga underarter finns listade i Catalogue of Life.